# 2020-as magyar teniszbajnokság
A 2020-as magyar teniszbajnokság a százhuszonegyedik magyar bajnokság volt. A bajnokságot szeptember 21. és 27. között rendezték meg Budapesten, az óbudai Nemzeti Edzésközpontban.

## Eredmények
| Versenyszám  | Arany                                         | Arany | Ezüst                                                          | Ezüst | Bronz                                                                                                  | Bronz |
| ------------ | --------------------------------------------- | ----- | -------------------------------------------------------------- | ----- | --- | ----- |
| Férfi egyéni | Marozsán Fábián Győri AC                      |       | Madarász Gergely Diego SC                                      |       | Nagy Péter MTKMakk Péter Győri AC                                                                      |       |
| Női egyéni   | Tóth Amarissa Kiara MTK                       |       | Nagy Adrienn MTK                                               |       | Drahota-Szabó Dorka Sportmánia EgyesületBukta Ágnes MTK                                                |       |
| Férfi páros  | Marozsán Fábián, Nagy Péter Győri AC, MTK     |       | Bíró André, Velcz Zsombor Sportmánia Egyesület, Match-Point TC |       | Kéki Márk, Vörös Máté Panakor TC, MTKBalla Péter, Madarász Gergely Pasarét TK, Diego SC                |       |
| Női páros    | Molnár Kitti, Szabanin Natália Metro RSC, MTK |       | Bíró Melinda, Kis-Czakó Eszter Gellért SE                      |       | Dávid Cintia, Murzsa Gréta Százhalombattai VUK SE, MTKBak-Szabó Norina, Nagy Adrienn Top Sport SE, MTK |       |